# La dona del tinent francès
La dona del tinent francès (a l'anglès original The French Lieutenant's Woman) és una pel·lícula dirigida per Karel Reisz, estrenada el 1981, i adaptada pel dramaturg Harold Pinter. Es basa en la novel·la homònima de John Fowles.

## Antecedents i producció
És l'aventura amorosa entre un cavaller de l'època victoriana i una dona que ha estat abandonada per un oficial francès, escandalitzant la "societat educada" de Lyme Regis.
Al llibre original, l'autor és molt present - constantment dirigint-se al lector directament i fent comentaris sobre els seus personatges, i sobre la societat victoriana en general, des de la seva perspectiva del segle xx. Una adaptació directa hauria exigit un continu veu en off.
En canvi, la pel·lícula crea l'efecte de la societat del Segle XIX mirada des d'una perspectiva del Segle XX construint una història dins d'una altra història, sent la història victoriana una pel·lícula que està filmada en el present i tenint els actors que retraten els dos personatges victorians una aventura amorosa en la seva vida present, amb la pel·lícula que es mou constantment entre els dos segles. I encara que els actors no estan lligats pels costums victorians en les seves vides actuals, el seu afer encara presenta durs dilemes, ja que cadascú d'ells està casat amb algú altre.
També, en comptes d'intentar crear una traducció literal dels finals alternatius de la novel·la, el guió de Pinter adopta un enfocament més cinematogràfic tenint els finals d'història dels personatges un camí, i el dels actors un altre.
El llibre es va publicar el 1969 i, a diferència de les seves novel·les prèvies, el trasllat a la pantalla gran va ser un procés que es va perllongar amb els drets cinematogràfics canviant de mans i va passar un temps abans que s'enllestís finalment un acord amb el finançament i el repartiment. El 1977, Malcolm Bradbury i Christopher Bigsby van suggerir a Fowles per fer una adaptació per televisió, però llavors el productor Saul Zaentz va donar llum verda a la versió cinematogràfica.
Un cert nombre de noms es van apuntar al projecte, inclosos els directors Sidney Lumet, Robert Bolt, Fred Zinnemann i Milos Forman. El guió va passar per unes quantes mans, entre elles Dennis Potter el 1975 i James Costigan el 1976 abans de la versió final de Pinter. Els actors considerats pel paper de Charles Smithson/Mike van ser Robert Redford i Richard Chamberlain i per Sarah/Anna Francesca Annis, Gemma Jones i l'elecció de Fowles Helen Mirren.

## Premis i nominacions

### Premis
- BAFTA Premi Anthony Asquith per la  música de pel·lícula: Carl Davis
- BAFTA a la millor actriu: Meryl Streep
- BAFTA al millor so: Don Sharp, Ivan Sharrock, Bill Rowe
- Globus d'Or a la millor actriu dramàtica: Meryl Streep
- Evening Standard British Film Award: Karel Reisz
- Premi David di Donatello: Millor guió – Pel·lícula estrangera: Harold Pinter
- Los Angeles Film Critics Association Awards: Millor actriu: Meryl Streep

### Nominacions
- Oscar a la millor actriu: Meryl Streep
- Oscar a la millor direcció artística: Assheton Gorton, Ann Mollo
- Oscar al millor vestuari per
- Oscar al millor muntatge
- Oscar al millor guió adaptat
- BAFTA a la millor pel·lícula
- BAFTA al millor actor: Jeremy Irons
- BAFTA a la millor fotografia: Freddie Francis
- BAFTA al millor vestuari: Tom Rand
- BAFTA a la millor direcció: Karel Reisz
- BAFTA al millor muntatge: John Bloom
- BAFTA al millor disseny de producció: Assheton Gorton
- BAFTA al millor guió: Harold Pinter
- Globus d'Or a la millor pel·lícula dramàtica
- Globus d'Or al millor guió: Harold Pinter
- César a la millor pel·lícula estrangera